# Marianne Dujardin
Pour les articles homonymes, voir Dujardin.
Marianne (ou Marie-Anne) Dujardin est une actrice et directrice de théâtre française née vers 1680 et morte après 1746.
Chanteuse dans les chœurs de l'Académie royale de musique de Paris, elle figure dans la distribution d’Iphigénie en Tauride de Danchet et Campra (6 mai 1704), de La Vénitienne de La Motte et La Barre (16 mai 1705), de la reprise d'Alceste de Quinault et Lully (25 novembre 1706). Elle interprète ensuite quelques rôles plus importants, comme celui de Junon dans Sémélé de La Motte et Marais (9 avril 1709) et Manto dans Manto la Fée de Mennesson et Stuck (29 janvier 1711). Ce sera son dernier rôle à l'Opéra, qu'elle quitte la même année pour se rendre à Rouen.
L'année suivante, elle dirige une troupe qui se produit à Bruxelles et à Gand. En 1718, elle arrive à Rennes avec sa troupe, puis remonte vers le nord et arrive à Lille quelque temps plus tard pour se faire engager dans la troupe de Denis et Garnier, dont elle obtient finalement la direction.
Sa nouvelle troupe joue à La Haye et à Anvers de 1721 à 1723, puis à Bruxelles en 1724, où elle obtient la direction du Théâtre de la Monnaie pour 1725 et 1726. Elle dirige le théâtre de Metz de 1729 à 1731, puis elle est signalée à Avignon (1731), Bayonne (1733), Toulouse et Montauban (1734), enfin à Marseille de 1734 à 1736.
Elle est à Bordeaux en août 1735, où elle obtient l’autorisation de construire une nouvelle salle ouverte dans le jardin de l’Hôtel de Ville. On la rencontre encore à Bayonne (1736-1737), Avignon (1738) et Toulouse (1737), puis elle revient à Marseille en 1738. Encore à Bordeaux et Toulouse de 1738 à 1741, à Toulouse en 1738, 1739 et 1741, elle chante aux Concerts spirituels de Lyon en 1746. C'est là qu'on perd définitivement sa trace.
Forte personnalité, mariée deux fois, Marianne Dujardin est l'une des plus importantes directrices de théâtre du XVIIIe siècle, ouvrant la voie à d'autres femmes telles que, à la fin du siècle, la Montansier.